# Богољуб Кнежевић
Богољуб Кнежевић (Краљево, 5. новембар 1899 – Крушевац, јул 1971) био је српски адвокат и народни посланик.

## Биографија
Богољуб Кнежевић рођен је 5. новембра 1899. године у Краљеву, као пето дете оца Љубомира и мајке Милинке. Отац Љубомир је био срески писар. Богољуб је основну школу завршио у Зајечару. Гимназију је започео у истом граду, а завршио ју је у Пожаревцу и Крушевцу. Студирао је права на Универзитету у Београду. По завршетку студија почео је да ради као судски чиновник, али је 1924. године поднео оставку у државној служби. Тада је почео да ради као адвокат у Крушевцу.
Поред адвокатуре, Кнежевић се бавио и политиком. Током двадесетих година прошлог века био је члан Народне радикалне странке. Први пут је изабран за народног посланика на изборима 1935. године. Тада је био изабран за народног посланика за Расински срез, као кандидат на листи Богољуба Јевтића. Неко време се бавио и новинарством.
Богољуб Кнежевић је преминуо јула 1971. године у Крушевцу.